# Ланцюговий фонтан

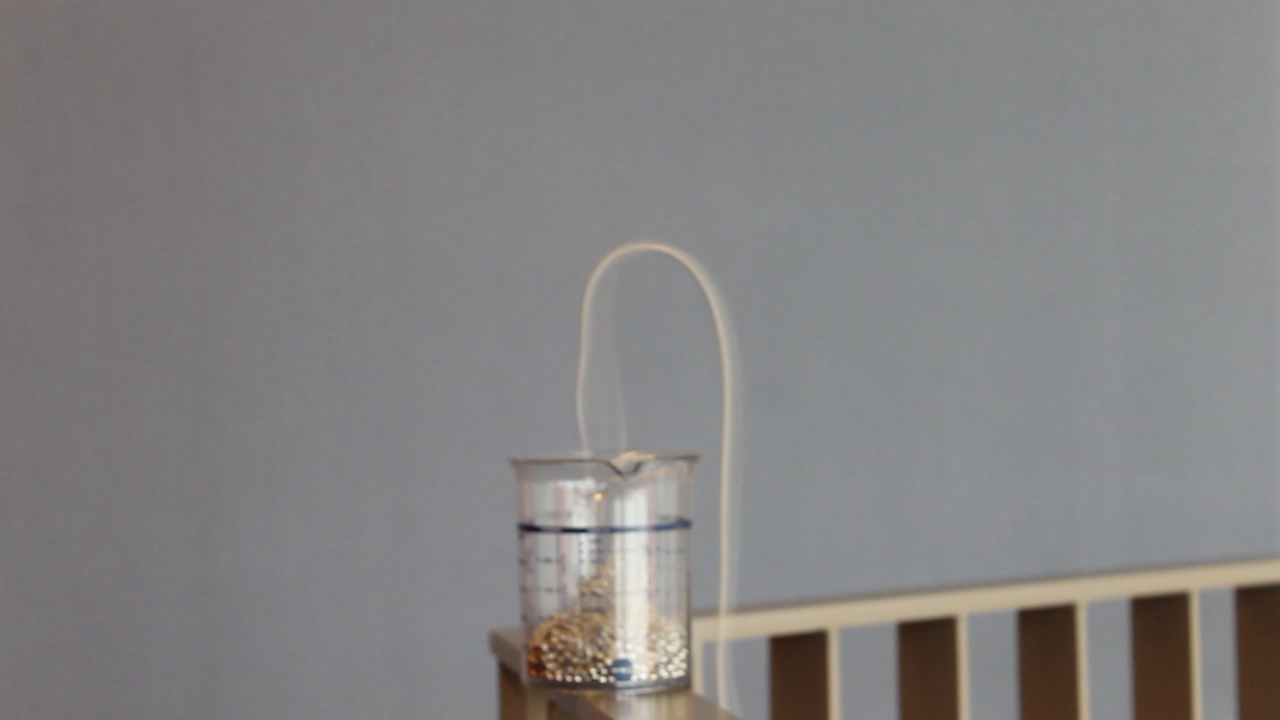
Фотографія ланцюгового фонтану в дії

Ланцюговий фонтан, відомий також як само-сифонування намистин або ефект Моулда — контрінтуїтивне фізичне явище, яке спостерігається при викиданні назовні одного кінця ланцюжка намистин, поміщеного в посудину, при цьому спадаючі донизу ланки витягують решту ланцюга у вигляді арки, що здіймається в повітря з помітним прозором і ніби висмоктується з посудини невидимим сифоном. 

## Детальний опис
Найбільш вираженим цей ефект є при використанні довгого металевого кулькового ланцюга з жорсткими ланками. Чим вище посудина розміщена над поверхнею, на яку падатиме ланцюжок, тим вище він підніметься аркою під час сифонування. Як показують експерименти, якщо посудина піднята на 30 метрів над землею, а ланцюг є достатньо довгим, арка може сягати висоти близько 2,1 м над краєм посудини. 
Це явище вперше привернуло широку увагу завдяки відеоролику, відзнятому в лютому 2013 року популяризатором науки Стівом Моулдом. Його відео на YouTube, в якому він продемонстрував фонтанування намистин і запропонував своє пояснення (станом на травень 2020 має понад 2.221.000 переглядів), зацікавило вчених Кембриджського університету Джона Біггінса та Марка Уорнера. Вони опублікували власні висновки про те, що зараз відоме як "ланцюговий фонтан", у виданні Proceedings of the Royal Society A. 

## Пояснення
Запропоновано декілька пояснень цього явища на основі таких понять кінематики, як енергія та імпульс. Науковці вважають, що ефект ланцюгового фонтану, що здіймає нитку намистин аркою, породжується висхідними силами всередині посудини. Ці сили пов'язані з жорсткістю ланцюгових ланок та обмеженням згинання кожного окремого з'єднання ланцюга. Коли ланка ланцюга витягується вгору за край посудини, вона обертається, як жорсткий стрижень, закріплений з одного кінця. Це спрямоване донизу обертання створює напругу на протилежному кінці ланки, що, в свою чергу, генерує реактивну силу, спрямовану догори. Саме ця реактивна сила спостерігається як ланцюговий фонтан. Ефект посилюється випадковими зіткненнями ланок всередині посудини, але не вони є основним рушієм "фонтану". 

## Дивись також
- Ланцюгова лінія

## Зовнішні посилання
- Self siphoning beads. Steve Mould's nerdy blog. Архів оригіналу за 15 квітня 2013.
- The Chain Fountain. Isaac Physics. Архів оригіналу за 27 липня 2021. Процитовано 25 квітня 2020.